# Station Châtelaudren - Plouagat
Station Châtelaudren - Plouagat is een spoorweghalte in Plouagat in de Franse gemeente Châtelaudren-Plouagat. Zij wordt bediend door treinen van het netwerk TER Bretagne op het traject Lannion - Saint-Brieuc.